# Aéroport d'Ibaraki
Pour les articles homonymes, voir IBR.
L'aéroport d'Ibaraki (茨城空港, Ibaraki-Kūkō, anciennement Hyakuri Airfield) (code IATA : IBR • code OACI : RJAH) est situé à 80 km au nord-est de Tōkyō, dans la préfecture d'Ibaraki.

## Historique

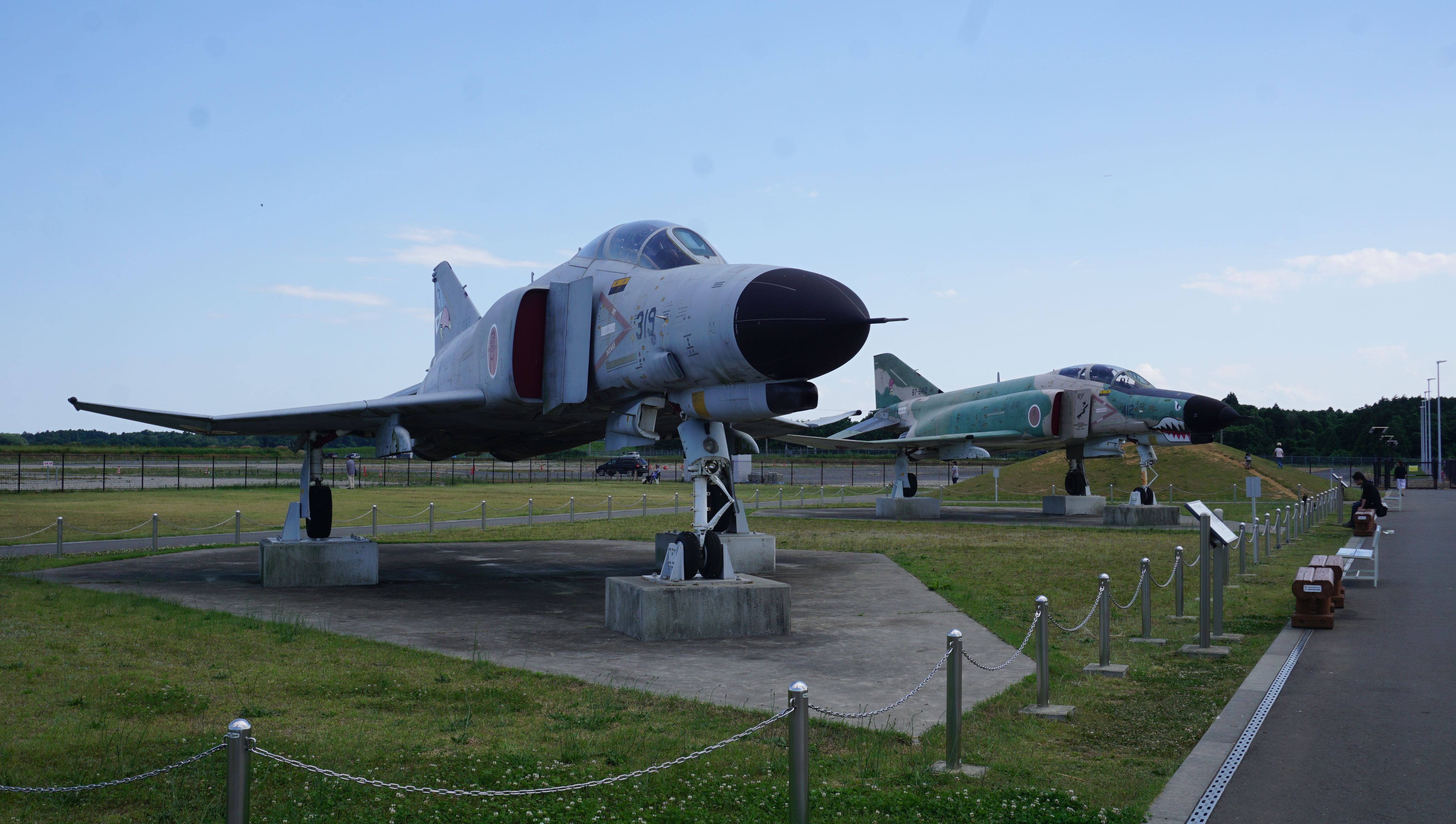
Ancien Mitsubishi F-4 EJ exposé devant l'aéroport Ibaraki, 2017.

À l'origine, il s'agit d'une base aérienne du Service aérien de la Marine impériale japonaise inaugurée en 1937.
En 1956, elle devient une installation de la nouvelle Force aérienne d'autodéfense japonaise sous le nom de base aérienne Hiyakuri. Une unité de reconnaissance tactique, le 501 Hikotai (Escadron) "Teisatsu Kokutai" (501st Tactical Reconnaissance Squadron (JASDF) (en) équipé de RF-4 Phantom II, y stationne de 1975 a 2020. A partir du 26 mars 2020, le 3rd Tactical Fighter Squadron (JASDF) (en) équipé de chasseurs Mitsubishi F-2 et d'avions d'entrainement Kawasaki T-4, seul escadron volant de la 7th Air Wing (JASDF) (en), y est officiellement basé.
L'aéroport civil fut inauguré le 11 mars 2010 et devient ainsi le 98e aéroport japonais,. Sa construction a couté 22 milliards de yens, environ 177 millions d'euros.

## Situation

### Carte des 50 principaux aéroports du Japon
| Akita Amami Aomori Asahikawa Chūbu Fukuoka Fukushima Hakodate Hanamaki Hiroshima Ibaraki Ishigaki Izumo Kagoshima Kansai Kitakyushu Kobe Kōchi Komatsu Kumamoto Kumejima Kushiro Iwakuni Matsuyama Memanbetsu Miho-Yonago Misawa Miyako Miyazaki Nagasaki Nagoya Naha Tokyo · Narita Niigata Ōita Okayama Osaka Saga Sendai Shin-Chitose Shizuoka Shonai Takamatsu Tokachi-Obihiro Tokushima Tokyo · Haneda Tottori Toyama Tsushima Yamaguchi Ube |

## Compagnies aériennes
| Compagnies          | Destinations                                                                                   |
| ------------------- | ---------------------------------------------------------------------------------------------- |
| Bamboo Airways      | Charter: Hanoï-Nội Bài, Hô Chi Minh Ville (Tân Sơn Nhất)                                       |
| Fuji Dream Airlines | Charter: Amami, Kagoshima, Nagoya, Matsuyama, Nagasaki, Nanki Shirahama (en), Tanegashima (en) |
| Qingdao Airlines    | Charter: Changchun, Fuzhou-Chánglè                                                             |
| Skymark Airlines    | Fukuoka, Kobe, Okinawa-Naha, Shin-Chitose                                                      |
| Spring Airlines     | Shanghai-Pudong, Xi'an-Xianyang                                                                |
| Tigerair Taiwan     | Taïwan-Taoyuan                                                                                 |

Édité le 09/01/2020

## Statistiques
Le graphique qui aurait dû être présenté ici ne peut pas être affiché car il utilise l'ancienne extension Graph, désactivée pour des questions de sécurité. Des indications pour créer un nouveau graphique avec la nouvelle extension Chart sont disponibles ici.

Voir la requête brute et les sources sur Wikidata.